# Mediterexis mimonectes
Mediterexis mimonectes is een vlokreeftensoort uit de familie van de Stegocephalidae. De wetenschappelijke naam van de soort is voor het eerst geldig gepubliceerd in 1975 door Ruffo.